# شيخ ت. ب. دامبا
شيخ تي. بي. دامبا (بالإنجليزية: Sheikh T.B Damba) هو دبلوماسي غاني وعضو في الحزب الوطني الجديد في غانا. شغل منصب سفير غانا لدى المملكة العربية السعودية.

## التعيين كسفير
في يوليو 2017، قام نانا أكوفو-أدو، رئيس غانا، بتعيين شيخ تي. بي. دامبا سفيراً لغانا لدى المملكة العربية السعودية. وكان ضمن قائمة تضم اثنين وعشرين دبلوماسياً غانياً بارزاً تم اختيارهم لرئاسة بعثات غانا الدبلوماسية في مختلف أنحاء العالم.